# Shards of Alara
Shards of Alara je čtyřicátá osmá rozšiřující edice sběratelské karetní hry Magic: The Gathering. Byla vydána v roce 2008 a obsahuje 249 karet. Šlo o první edici z Alara bloku, který dále obsahuje edice Conflux (vydáno 2009) a Alara Reborn (2009).
Edice byla zaměřená na pět trojbarevných kombinací (nazývaných shards) a každá kombinace měla nějakou mechaniku nebo styl hry.
V této edici se také poprvé objevuje vzácnost mythic rare, která má bronzový symbol.

## Světy Alary
Podle příběhu byla Alara svět bohatý na manu, dokud nedošlo k apokalypse a Alara se rozpadla na pět zcela rozdílných světů. V každém světě chyběly dvě many, což zcela narušilo systém.
| Název  | Hlavní barva | Vedlejší barvy | Mechanika                                   |
| ------ | ------------ | -------------- | ------------------------------------------- |
| Bant   | bílá         | zelená, modrá  | Exalted                                     |
| Esper  | modrá        | bílá, černá    | zaměření na artefakty a artefaktové bytosti |
| Grixis | černá        | modrá, červená | Unearth                                     |
| Jund   | červená      | černá, zelená  | Devour                                      |
| Naya   | zelená       | červená, bílá  | zaměření na bytosti se silou 5 a více       |

Bytosti světa Bant (bílá, zelená, modrá) mají schopnost Exalted, což znamená že pokaždé, když bytost útočí sama, získává +1/+1 do konce kola za každou bytost s Exalted, kterou má hráč vyloženou.
Esper (modrá, bílá, černá) je svět zaměřený na artefakty a artefaktové bytosti.
Grixis (černá, modrá, červená) měl mechaniku Unearth, která se nachází pouze na bytostech. Pokud je bytost s touto mechanikou ve hřbitově, může hráč zaplatit určitou cenu. Po zaplacení ceny se bytost vrátí do hry, získává schopnost Haste (může útočit hned po vyložení) a na konci kola (nebo pokud by měla jiným způsobem opustit hru) je vykázána ze hry (exiled).
Jund (červená, černá, zelená) je založen na schopnosti Devour. Když jde do hry bytost s touto schopností, může hráč obětovat libovolný počet svých bytostí. Na bytost s Devour je pak položen +1/+1 žeton za každou obětovanou bytost.
Karty světa Naya (zelená, červená, bílá) jsou zaměřeny na hraní bytostí se silou 5 a více.
Takto jsou světy určeny od společnosti, která vydává Magic the Gathering (Wizards of the Coast), jsou i tak tištěny na kartičkách s návody, které jsou v boosterech. Od názvů světů byla následně odvozena slangová jména pro balíčky s určitou barevnou kombinací (např. balíček, který používá černou, zelenou a červenou barvu se označuje jako Jund).

## Planeswalkeři
V edici Shards of Alara jsou celkem čtyři planeswalkeři, z nichž dva jsou tzv. dvoubarevní (k jejich vyložení je třeba dvou typů many). 
Jednobarevní:
- Tezzeret the Seeker (modrá)
- Elspeth, Knight-Errant (bílá)

Dvoubarevní
- Ajani Vengeant (bílá a červená)
- Sarkhan Vol (červená a zelená)